# 容像

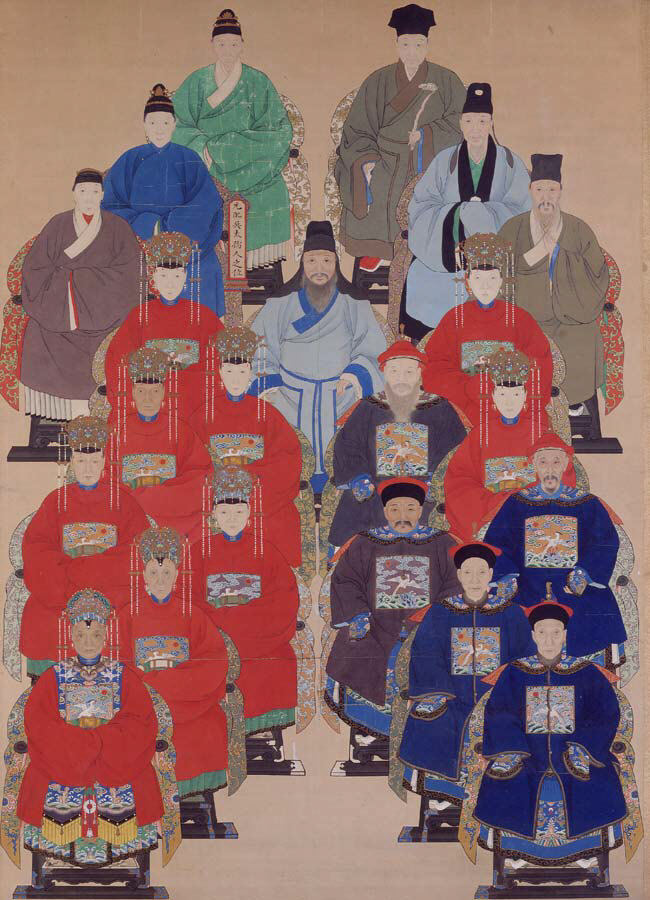
中國明清時期傳統家族的歷代祖先容像畫。

容像，即容像畫，為中國歷史上古代人物肖像畫的一種表現形式，以擬真的畫工記錄具體某個人物的音容相貌。於民間以祖先容像最為普遍，明清兩朝私修家譜盛行，宗族意識與祭祖風氣日益盛行於民間，宗族晚輩在直系尊長臨終或初亡之後，會延請畫師繪製祖先生前遺容懸設於家中祭祀，古代稱為「寫真」，為祖先崇拜的文化中同牌位一樣是最重要的信物。部分人士因功於社稷而深得民心，有百姓自發為之立生祠、繪容像之記錄。在傳統漢字文化圈，君主的容像稱為「御容」或「御真」。在照相技術尚未問世時，容像是中國古代逼真記錄個人相貌神情的唯一方法。

## 樣式
容像画有多种表现形式，如头像、半身像、全身坐像、全身站像等；表现的人物有单人、双人（如：夫妇容像）、多人（如：祖孙歷代數輩人共於一幅的容像）等多款樣式。

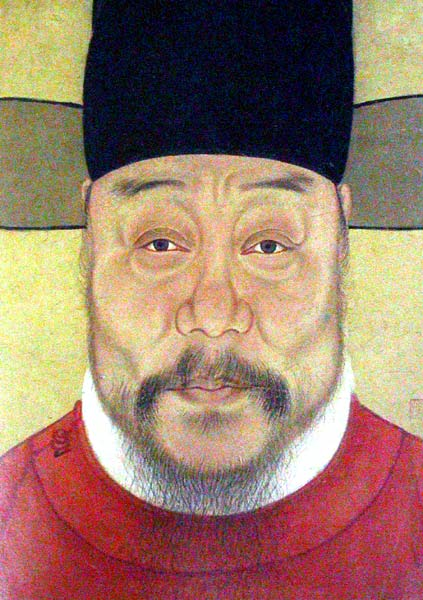
王以寧頭像
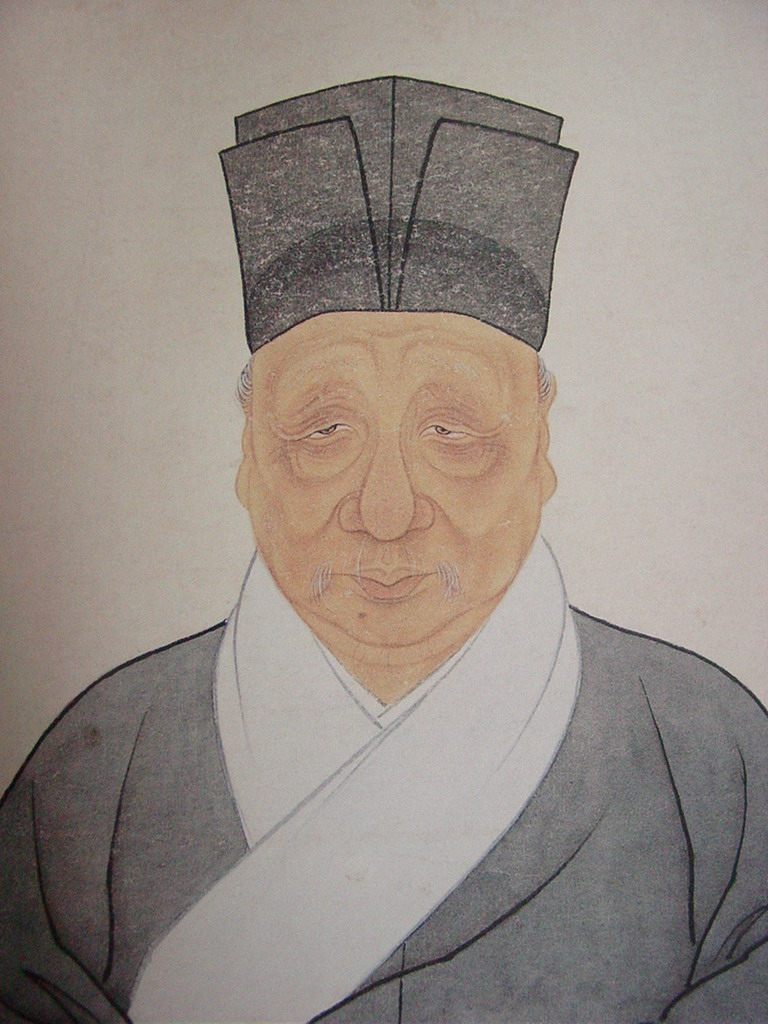
吳氏先祖半身像（考）
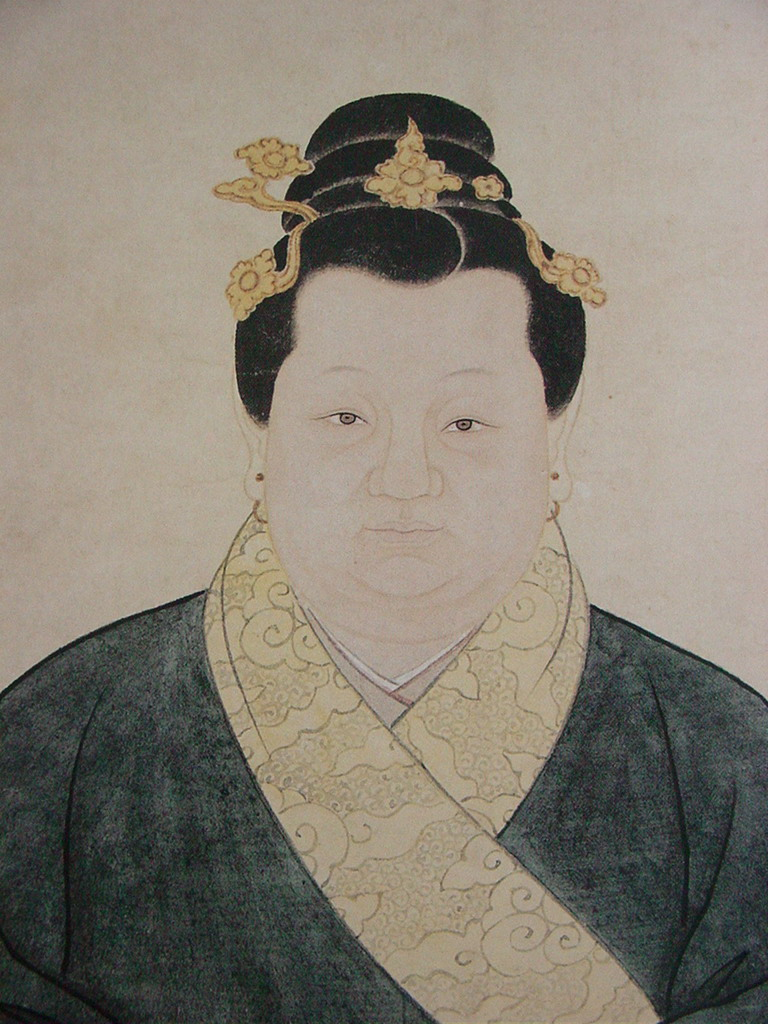
吳氏先祖半身像（妣）
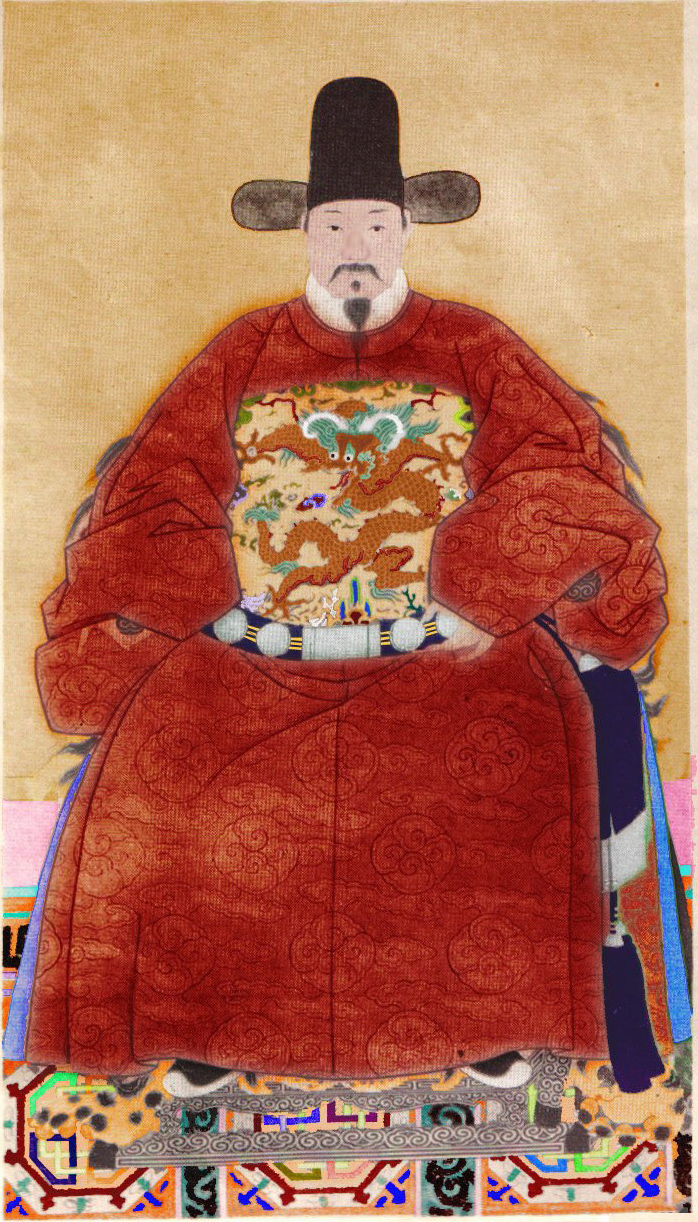
李景隆全身坐像
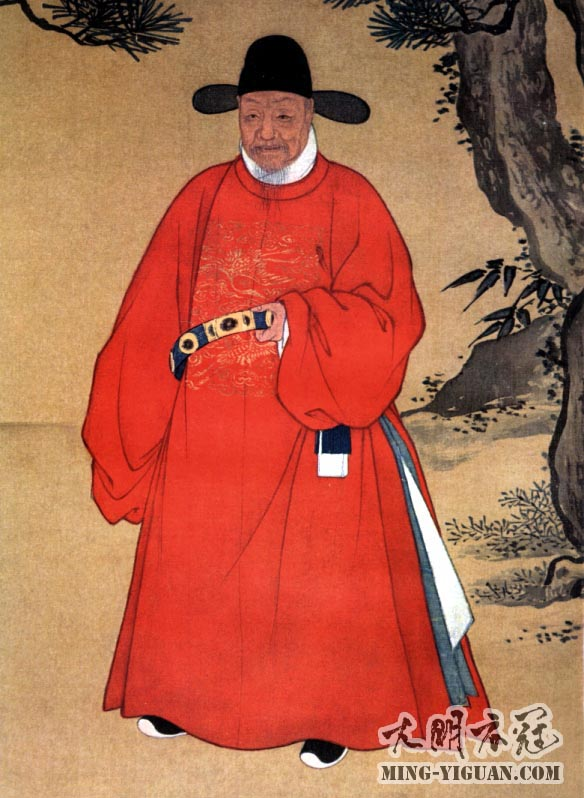
沈度全身站像
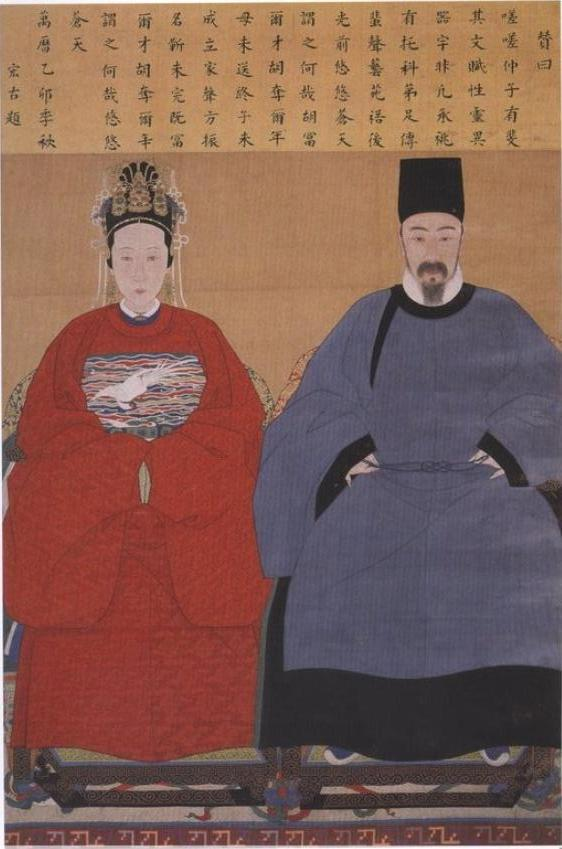
夫妇容像
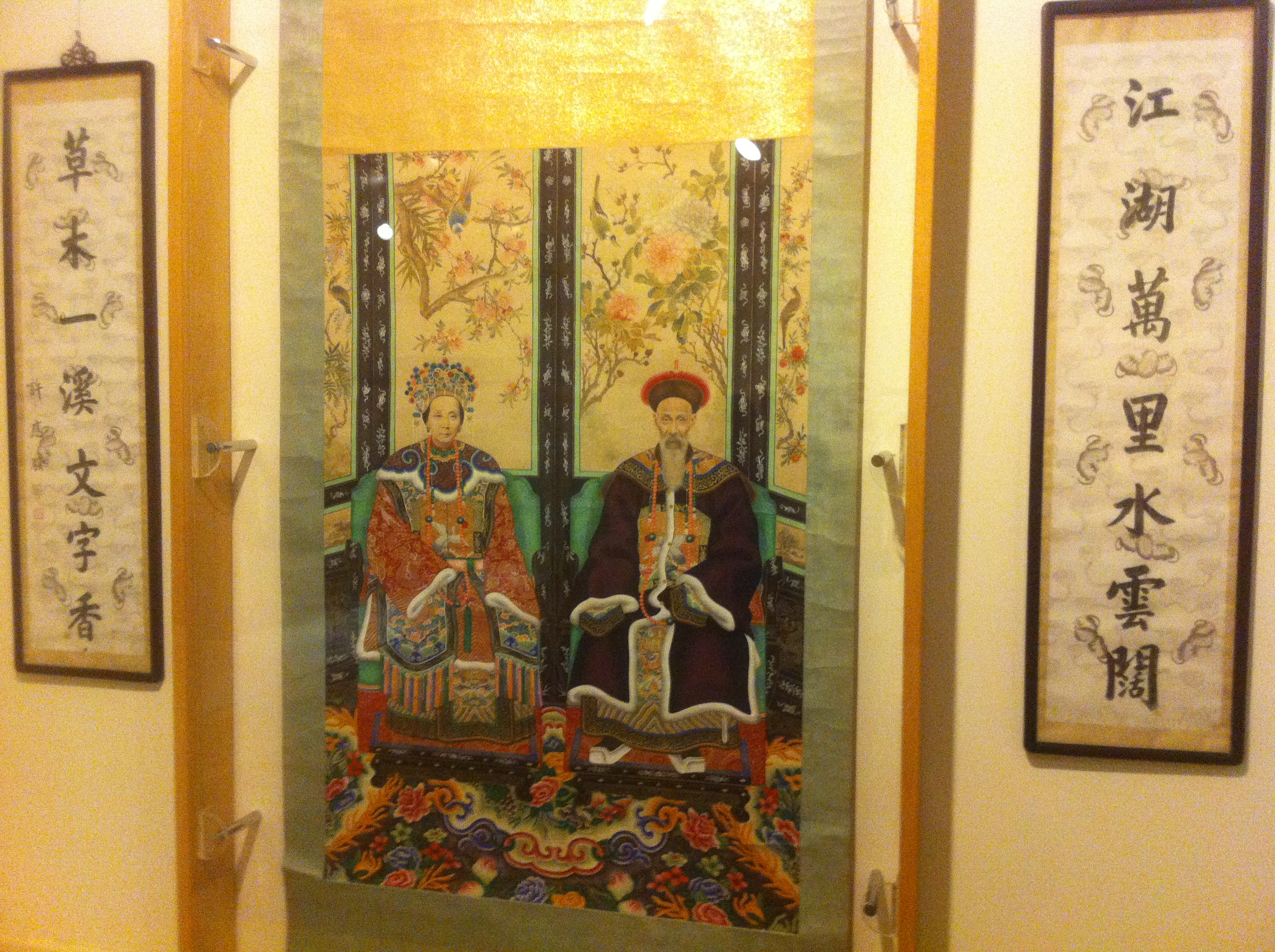
夫妇容像
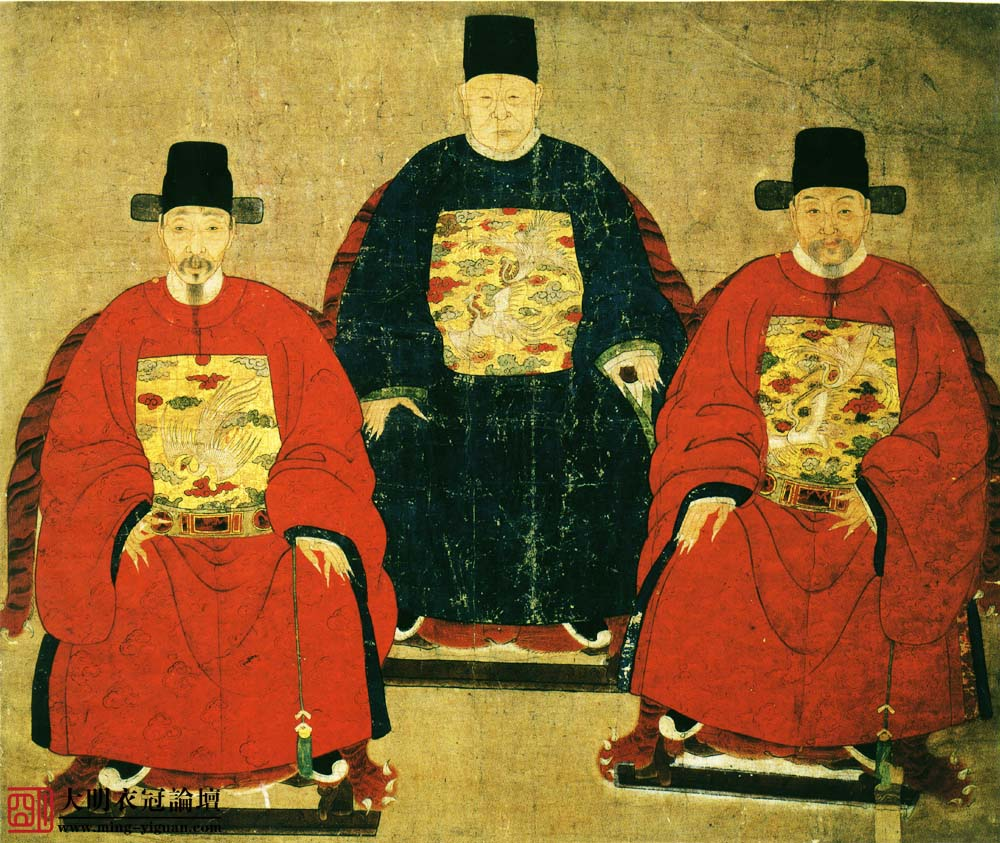
多人容像
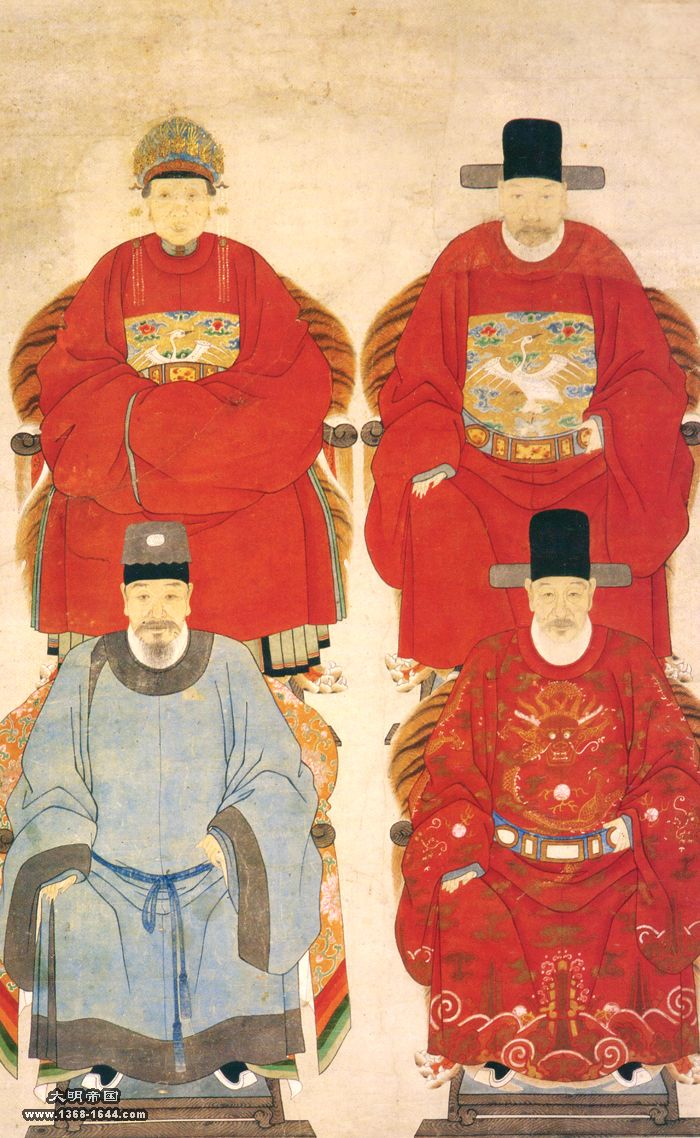
多人容像
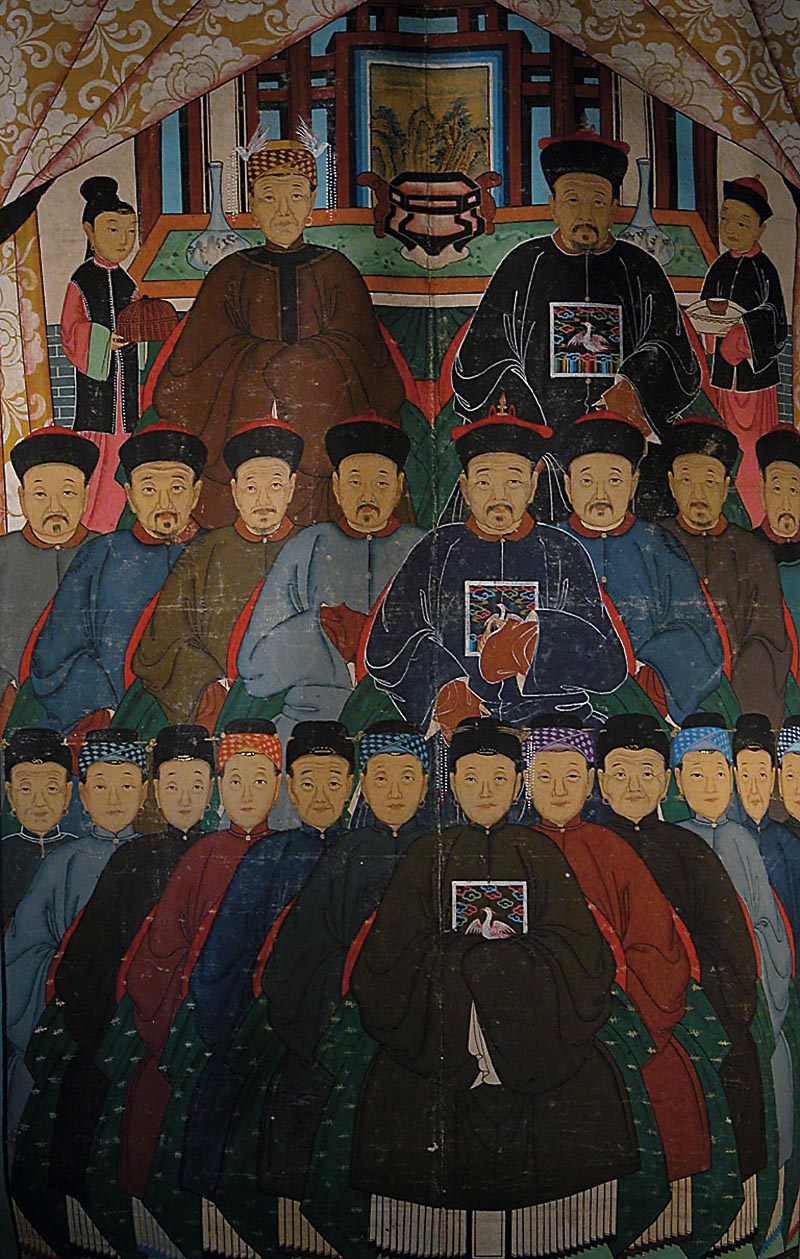
多人容像